# Immelmann (voltige)
Pour les articles homonymes, voir Immelmann.

Vue schématique d'un immelmann.

Un immelmann ou « rétablissement normal » est une figure acrobatique constituée d'un demi-looping avec un demi-tonneau lors de la montée.
Cette figure fait partie des acrobaties de base, elle est utilisée dans les spectacles aériens et présente de l'intérêt en combat aérien. Elle aurait été inventée par l'as allemand Max Immelmann pendant la Première Guerre mondiale ; la manœuvre consiste à surprendre ses adversaires par l'arrière, bien qu'en se présentant de face. Ce sont les Britanniques qui ont baptisé cette figure du nom de Immelmann Turn.